# Аварийный (Уфа)
Аварийный — микрорайон Уфы, ранее города Черниковки. Возник как посёлок рабочего посёлка Черниковка Уфимского района БАССР РСФСР СССР. Находится в промзоне Черниковки.

## Топоним
Аварийный посёлок должен был служить буфером при непредсказуемых ситуациях

## География
Находится на берегу реки Белая, на 1945 год к югу от деревни Тарбеевка

## История
Образован на землях исчезнувшей деревни Старые Щелчки при строительстве нефтеперерабатывающего завода. Начал застраиваться после 1935 года, когда началось возведение первой очереди Уфимского крекинга. На 1 декабря 1948 года строительный трест № 21 возвел 12 рижских и 22 финских дома.
На 1950 год были запланированы три 12-квартирных, двухэтажное общежитие на 68 мест, шесть четырёхквартирных, медпункт, столовая, две школы, детский сад, ясли. Пик застройки Аварийного приходится на 1950-е.
Со временем размещены производственные управления и организации, жилые дома исчезли. Сохранились руины клуба «Факел».

## Инфраструктура
Производственные и складские предприятия, гаражи.